# Olympique Gymnaste Club de Nice Côte d'Azur 2010-2011
Questa voce raccoglie le informazioni riguardanti l'Olympique Gymnaste Club de Nice nelle competizioni ufficiali della stagione 2010-2011.

## Maglie e sponsor
Lo sponsor ufficiale per la stagione 2010-2011 è Lotto, mentre lo sponsor ufficiale è Mad Croc.
| Manica sinistra · Manica sinistra · Maglietta · Maglietta · Manica destra · Manica destra · Pantaloncini · Calzettoni | Manica sinistra · Manica sinistra · Maglietta · Maglietta · Manica destra · Manica destra · Pantaloncini · Calzettoni | Manica sinistra · Manica sinistra · Maglietta · Maglietta · Manica destra · Manica destra · Pantaloncini · Calzettoni |  |

## Organigramma societario
Area direttiva
- Presidente: Jean-Pierre Rivière

Area tecnica
- Allenatore: Éric Roy
- Allenatore in seconda: Frédéric Gioria, René Marsiglia
- Preparatore dei portieri: Bruno Valencony

## Rosa
| N. |                           | Ruolo | Calciatore         |
| -- | ------------------------- | ----- | ------------------ |
| 1  | Colombia (bandiera)       | P     | David Ospina       |
| 2  | Francia (bandiera)        | D     | Renato Civelli     |
| 3  | Francia (bandiera)        | D     | Alain Cantareil    |
| 4  | Serbia (bandiera)         | D     | Nemanja Pejčinović |
| 5  | Francia (bandiera)        | D     | Grégory Paisley    |
| 7  | Benin (bandiera)          | A     | Mickaël Poté       |
| 8  | Francia (bandiera)        | C     | David Hellebuyck   |
| 10 | Mali (bandiera)           | A     | Mamadou Bagayoko   |
| 11 | Gabon (bandiera)          | A     | Éric Mouloungui    |
| 12 | Ghana (bandiera)          | A     | Abeiku Quansah     |
| 14 | Costa d'Avorio (bandiera) | C     | Emerse Faé         |
| 15 | Costa d'Avorio (bandiera) | C     | Kafoumba Coulibaly |

| N. |                         | Ruolo | Calciatore        |
| -- | ----------------------- | ----- | ----------------- |
| 16 | Francia (bandiera)      | P     | Lionel Letizi     |
| 17 | Tunisia (bandiera)      | C     | Chaouki Ben Saada |
| 18 | Francia (bandiera)      | D     | Ismaël Gace       |
| 19 | RD del Congo (bandiera) | D     | Larrys Mabiala    |
| 21 | Francia (bandiera)      | A     | Habib Bamogo      |
| 23 | Mali (bandiera)         | D     | Drissa Diakité    |
| 24 | Mali (bandiera)         | C     | Abdou Traoré      |
| 26 | Francia (bandiera)      | C     | Anthony Mounier   |
| 27 | Francia (bandiera)      | C     | Julien Sablé      |
| 28 | Francia (bandiera)      | A     | Danijel Ljuboja   |
| 30 | Francia (bandiera)      | P     | Lucas Veronese    |